# Associazione Calcio Chiari 1912
Associazione Calcio Chiari 1912 fu un club calcistico italiano di Chiari (BS); fondato nel 1912, si fuse nel 2012 con il Sellero Novelle cedendo il titolo sportivo alla nuova società.

## Storia
Nel 1912 il conte Franco Mazzotti, appassionato di calcio, decise di fondare il Chiari Football Club, società che svolse esclusivamente attività di tipo calcistico. Ma oltre al Football Club a Chiari esisteva già (dal 1908) un'altra società di tipo polisportivo a nome Lento Club Sportivo.
Dopo la fine della Grande Guerra entrambe le società ripresero l'attività. Il Chiari Football Club si affiliò alla CCI ma non partecipò al campionato di 3ª Divisione perché non c'erano squadre sufficienti per formare un girone delle province di Bergamo, Brescia e Mantova. Decise perciò di giocare solo tornei ed amichevoli. La stagione successiva 1922-1923 partì dalla 4ª Divisione Lombarda ottenendo il 4º posto in classifica. Nelle due stagioni successive migliorò di una posizione ogni anno venendo ammesso alla 3ª Divisione nella stagione 1925-1926.
Intanto, anche il Lento Club aveva costituito la sezione calcio e si era iscritto alla 4ª Divisione nella stagione 1925-1926 terminando ultimo su 4 squadre nel girone E. La stagione successiva rimase comunque inattiva non riaffiliandosi alla FIGC.
Il Chiari, per contro, era molto cresciuto: dopo il 3º posto nel girone E di 3ª Divisione 1926-1927, aveva conteso nel 1927-1928 alla Pro Palazzolo il primo posto in classifica perdendo 0-3 lo spareggio giocato a Bergamo alla Clementina il 26 febbraio 1928.
Per volere politico il Lento Club ed il Chiari F.C. si fusero il 1º gennaio 1928 nella Unione Sportiva Clarense che fu ammessa a disputare la 2ª Divisione Nord 1928-1929.
Il conte Mazzotti allestì una squadra competitiva e, nella stagione 1929-1930, vincendo il girone D di 2ª Divisione fu promossa in Prima Divisione Nord (futura Serie C), rimanendovi fino alla stagione 1932-1933.
Dopo la morte del conte Mazzotti la squadra rimase senza un mecenate che la sostenesse finanziariamente; dieci anni più tardi fu Giovanni Leccia a prendere in mano la squadra, senza ottenere però risultati soddisfacenti. Le tre retrocessioni consecutive cui la squadra andò incontro tra il 1952 e 1955 la relegarono nelle categorie dilettantistiche. Negli ultimi anni ha partecipato in alcune occasioni al campionato di Serie D.
Il 22 maggio 2011 si salva ai play-out battendo la Gandinese e rimanendo in Eccellenza.
Al termine della stagione 2011-12 retrocede nel campionato di Promozione.
Nel luglio del 2012 cessa la propria attività sportiva fondendosi con il Sellero Novelle.

## Colori sociali
I vecchi colori sociali del Chiari erano il nero e l'azzurro, nel 2006 la società ha deciso di cambiarli in giallo e rosso.

## Palmarès

### Competizioni regionali
- Eccellenza: 1

1992-1993 (girone B)
- Campionato Nazionale Dilettanti: 1

1958-1959 (girone A)
- Prima Categoria: 2

1959-1960 (girone A), 1961-1962 (settore B, girone A)

### Altri piazzamenti
- Eccellenza:

Secondo posto: 1991-1992 (girone B), 2003-2004 (girone C)
- Promozione:

Secondo posto: 1990-1991 (girone D)
Terzo posto: 1948-1949 (girone C)
- Campionato Nazionale Dilettanti:

Secondo posto: 1957-1958 (girone A)
- Coppa Italia Dilettanti Lombardia:

Semifinalista: 2006-2007